# Krasne (Kalusch)
Krasne (ukrainisch Красне; russisch Красное/Krasnoje, polnisch Krasna) ist ein in der Westukraine liegendes Dorf etwa 32 Kilometer südwestlich der Oblasthauptstadt Iwano-Frankiwsk und 13 Kilometer südöstlich der ehemaligen Rajonshauptstadt Roschnjatiw am Bach Tscherlenyj (Черлений) gelegen.

## Geschichte
Der Ort wurde 1451 zum ersten Mal schriftlich erwähnt und lag zunächst in der Adelsrepublik Polen-Litauen, Woiwodschaft Podolien als Teil der Adelsrepublik Polen und gehörte von 1772 bis 1918 unter seinem polnischen Namen Krasna zum österreichischen Galizien (bis 1918 im Bezirk Kałusz).
Am 19. September 1907 wurde die Schaffung eines Bezirksgerichtes im Ort durch die Bildung eines neuen Gerichtsbezirkes Krasna, gebildet aus 14 Gemeinden des bestehenden Gerichtsbezirkes Kałusz angekündigt, diese Maßnahme wurde jedoch nicht mehr bis zur Auflösung des Bezirkes umgesetzt.
Nach dem Ende des Ersten Weltkrieges kam der Ort zu Polen und lag hier ab 1921 in der Woiwodschaft Stanislau, Powiat Kałusz, Gmina Łdziany. Mit Beginn des Zweiten Weltkriegs wurde der Ort erst von der Sowjetunion und ab 1941 bis 1944 von Deutschland besetzt, dieses gliederte den Ort in den Distrikt Galizien ein.
1945 kam der Ort wiederum zur Sowjetunion, dort wurde sie Teil der Ukrainischen SSR und ist seit 1991 ein Teil der heutigen Ukraine.
Am 12. Juni 2020 wurde das Dorf ein Teil der neu gegründeten Siedlungsgemeinde Perehinske im Rajon Roschnjatiw, bis dahin bildete es die gleichnamige Landratsgemeinde Krasne (Красненська сільська рада/Krasnenska silska rada) im Osten des Rajons.
Am 17. Juli 2020 wurde der Ort Teil des Rajons Kalusch.